# 中南客運
中南汽車客運股份有限公司（英文：Chung Nan Bus Traffic, Inc.），簡稱中南客運，成立初期主要路線為高雄市（行經台17線）至墾丁、鵝鑾鼻路線，並且首創該路線24小時營運，亦曾行駛過高雄市公車。
由於中南客運受到償債執行，經徵詢股東並無意願償債，車輛及帳戶已被凍結之下，宣布在2020年5月31日停業。停業前中南客運擁有20輛車、33名駕駛，原客運路線將由其他客運業者（國光客運、高雄客運及屏東客運）接手繼續營運。

## 歷史路線
| 路線  | 起點       | 經由 | 終點   | 備註                                                           |
| ----- | ---------- | ---- | ------ | -------------------------------------------------------------- |
| 9117  | 高鐵左營站 | 高雄 | 墾丁   | - 經台17線。 - 與高雄客運、屏東客運、國光客運聯營              |
| 9117A | 高雄       | 林園 | 枋寮   | - 經台17線。 - 與高雄客運、屏東客運、國光客運聯營              |
| 9127  | 高雄       | 東港 | 大鵬灣 | - 經台88線。 - 經台17線。 - 與高雄客運、屏東客運、國光客運聯營 |
| 9127A | 高鐵左營站 | 東港 | 大鵬灣 | - 經台88線。 - 經台17線。 - 與高雄客運、屏東客運、國光客運聯營 |
| 9188  | 高鐵左營站 | 高雄 | 鵝鑾鼻 | - 經台88線。 - 與高雄客運、屏東客運、國光客運聯營              |
| 9188A | 高雄       | 枋寮 | 鵝鑾鼻 | - 經台88線。 - 與高雄客運、屏東客運、國光客運聯營              |